# 린바오이
린바오이(林保怡, 1965년 9월 4일 ~ )는 중화인민공화국 홍콩 특별행정구의 영화배우, 텔레비전 연기자, 가수, 작사가, 래퍼, R&B 음악 드럼 연주가이다. 아명(兒名)은 린잔핑(林展平), 영문명은 Bowie Lam이다.

## 생애
홍콩에서 출생하였고 지난날 한때 중화인민공화국 광둥성 산웨이 시 하이펑 현에서 잠시 유아기를 보낸 적이 있다.
그는 1984년부터 이듬해 1985년까지 홍콩 소방관을 지내다가 사직하였고 1985년부터 이듬해 1986년까지 홍콩 경찰을 지내다가 사직하였으며 1986년 홍콩 영화 《연애계절(戀愛季節)》의 주연으로 영화배우 데뷔하였고 1989년 텔레비전 드라마에 첫 출연하였으며 뒤이어 그 해 가수로도 데뷔하였다.